# Osaka-jō Hall

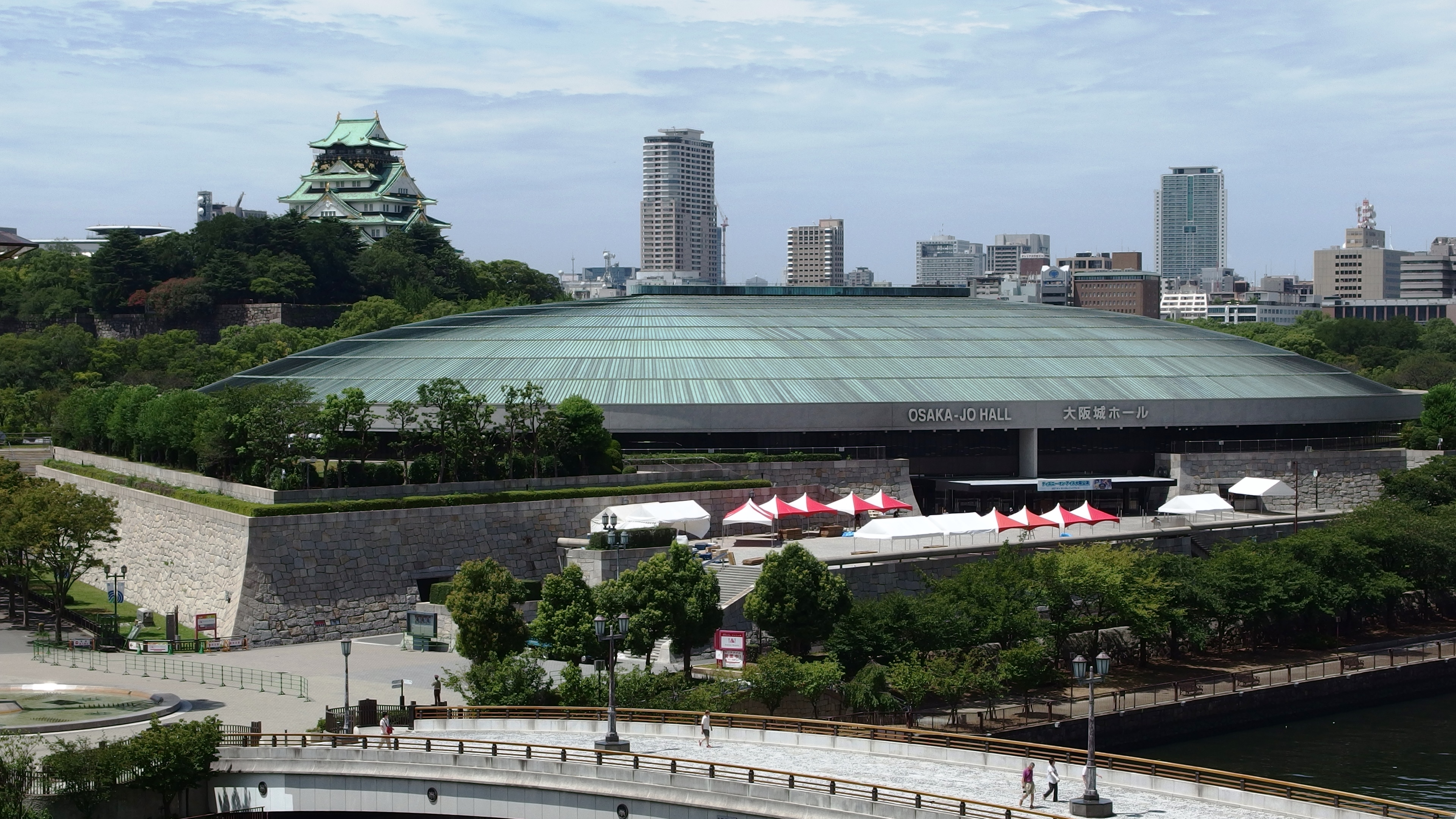
Imagem do Osaka-jō Hall

Osaka-jō Hall é uma arena multi-uso localizada na cidade de Osaka, Japão. A arena fica ao lado do Osaka Castle (Castelo de Osaka). Em geral, grandes nomes da música internacional se apresentam no local. Britney Spears, Janet Jackson, Whitney Houston, Céline Dion, Mariah Carey, Kylie Minogue, Prince, David Bowie, George Michael, Bon Jovi, Alanis Morissette, Rod Stewart, Oasis, Alice in Chains, Beyoncé, Christina Aguilera, Björk, David Guetta, Avril Lavigne, Taylor Swift, The Black Eyed Peas, Norah Jones, Sarah Brightman e Justin Bieber são alguns deles.